# Burns (Wisconsin, város)
Burns város az USA Wisconsin államában, La Crosse megyében. Lakosainak száma 946 fő (2020. április 1.).

## Népesség
A település népességének változása:

| 2010 | 947 |
| 2020 | 946 |